# درة نيوتن
دُرَّة نيوتن (الاسم العلمي: Psittacula exsul)، المعروفة أيضًا باسم درة رودريغيس أو درة رودريغيس مطوقة العنق، هو نوع منقرض من الببغاوات استوطن جزيرة رودريغيس ضمن جزر ماسكارين في غرب المحيط الهندي. تباعدت [الإنجليزية] العديد من سماته عن الأنواع ذات الصلة، مما يشير إلى العزلة طويلة الأمد في جزيرة رودريغيس والتكيف اللاحق. درة وردية الطوق من نفس الجنس هو سلف قريب ومحتمل. ربما كان ببغاء نيوتن نفسه من أسلاف الببغاوات المستوطنة في موريشيوس وريونيون المجاورتين.